# Tsuyama
Tsuyama (津山市, Tsuyama-shi) és una ciutat de la prefectura d'Okayama, Japó. El 2017, la ciutat tenia 102.294 amb una densitat de 200 persones per km². L'àrea total és de 185.73 km². L'àrea va augmentar el 2005 amb la fusió de diverses ciutats adjacents. La seva població també va augmentar en més de 100.000 habitants.

## Història

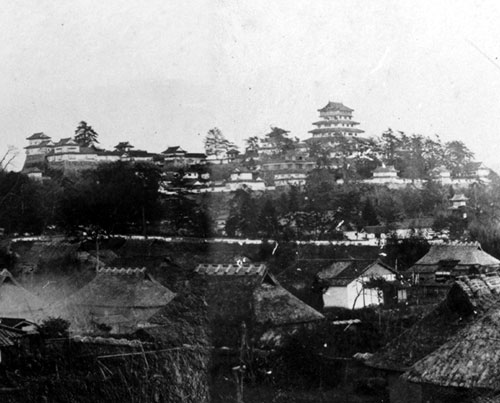
Castell Tsuyama el 1873.

Tsuyama és conegut pel castell Tsuyama del segle XVII, baluard dels seus veïns rivals de la prefectura de Hyōgo en el castell Himeji. El castell va ser destruït el 1874 i avui dia només queden els fonaments de pedra, excepte una sola torreta que es va reconstruir el 2005. Les ruïnes del castell segueixen sent la principal atracció turística de Tsuyama juntament amb el carrer Joto, un carrer estret d'edificis antics i tradicionals part de la ruta de peregrinació de Kyoto a Izumo i el jardí Shurakuen, un jardí tradicional japonès construït el 1657.
El 28 de febrer de 2005, la ciutat de Kamo, el poble d'Aba (tots dos del districte de Tomata), la ciutat de Shōboku (del districte de Katsuta) i la ciutat de Kume (del districte de Kume) es van fusionar a Tsuyama.

## Demografia
Segons les dades del cens japonès, aquesta és la població de Tsuyama en els últims anys.
| Any del cens | Població |
| ------------ | -------- |
| 1995         | 113.617  |
| 2000         | 111.499  |
| 2005         | 110.569  |
| 2010         | 106.788  |
| 2015         | 103.746  |

## Clima
Tsuyama té un clima subtropical humit (Classificació climàtica de Köppen) amb estius molt càlids i hiverns freds. Les precipitacions són importants durant tot l'any, però a l'hivern són una mica més baixes.

## Transport
L'estació de ferrocarril principal de Tsuyama és l'estació de Tsuyama. L'estació és servida per la línia Tsuyama (fins a Okayama), la línia Kishin (fins a Himeji i Niimi) i la línia Imbi (fins a Tottori). Tots els serveis són operats per JR Oest. Tsuyama és una de les principals ciutats de l'autopista Chūgoku. Com passa amb moltes ciutats japoneses, la bicicleta és una forma de transport molt habitual, sobretot entre els estudiants de l'escola.

## Persones notòries
- Yusuke Kodama, lluitador professional
- Joe Odagiri, actor
- Koshi Inaba, vocalista de B'z
- Shun Yashiro, actor
- Shinji Takahashi, jugador de beisbol
- Ayane Sakurano, actriu
- Hiranuma Kiichirō, polític de dretes de la Segona Guerra Mundial